# Viticoltura in Tanzania
La viticoltura in Tanzania si concentra interamente nella regione di Dodoma ed è il secondo produttore di vino dell'Africa sub-sahariana dopo il Sudafrica. Rispetto al resto del mondo, la storia del vino in Tanzania è molto recente e risale a pochi anni prima dell'indipendenza. La Tanzania ha solo una regione vitivinicola importante, situata intorno alla capitale legislativa Dodoma. I vitigni più comuni nella regione vinicola di Dodoma sono lo Chenin Blanc, il Syrah, il Cabernet Sauvignon e un vitigno che prende il nome da una sottoregione di Dodoma, il Makutupora. Inizialmente la produzione di vino e la coltivazione dell'uva erano riservate ai missionari, ma nel 1969 il governo entrò nel mercato con la costituzione della società Dodoma Wine.

## Storia

### Origini
L'introduzione della vite in Tanzania risale al 1938, grazie ai membri della Congregazione del Santo Spirito dell'Ordine dei Sacerdoti del Sacro Cuore di Gesù. I missionari della missione cattolica di Hombolo piantarono le prime viti vicino al distretto di Kondoa, nella regione di Dodoma. Inizialmente, l'uva veniva coltivata per produrre vino destinato al consumo domestico e alle pratiche religiose. Nel 1957, spinto dalla curiosità, Padre Passionista Irioneo Maggioni della Missione di Bihawana iniziò la sua azienda agricola commerciale partendo da tre piantine di vite. L'azienda crebbe rapidamente raggiungendo dimensioni commerciali.
Dopo l'indipendenza, il governo locale si interessò al settore vitivinicolo e nel 1961 effettuò il suo primo investimento in una piantagione di uva di quattro acri presso la prigione di Dodoma Isanga. Il programma ebbe un grande successo e in soli tre anni si espanse a cinque villaggi vicini al carcere. Nel 1963, anche il campo di servizio nazionale di Makutupora aderì al progetto, iniziando a coltivare uva nel villaggio, creando così un nuovo centro per la viticoltura. Nel 1969, la prigione costruì una cantina e divenne l'unico acquirente nazionale di uva per la produzione di vino in tutto il Paese.
Nel 1979, con l'obiettivo di valorizzare la produzione dei coltivatori locali, il governo centrale investì in una nuova società, creando la Dodoma Wine Company, che acquistava direttamente l'uva dai viticoltori per la produzione di vino. La società assistette gli agricoltori nelle pratiche di coltivazione dell'uva e istituì un centro di ricerca chiamato Centro di ricerca sulla vite di Makutupora.

### Sviluppo contemporaneo
Agli inizi degli anni '90, investitori internazionali, principalmente provenienti dal Sudafrica, iniziarono a mostrare interesse per il settore vitivinicolo tanzano. Nel 1999, la Distell Group Limited del Sudafrica acquisì una partecipazione nella Tanzania Distilleries Limited (TDL), filiale della Tanzania Breweries Limited. La TDL acquisì la Dodoma Wine Company e il marchio di proprietà del governo. L'azienda ha portato agli agricoltori investimenti e competenze per aiutarli a gestire le loro aziende a basso costo. Attualmente detiene la quota di mercato più alta di vino nel Paese con il suo marchio di punta "Dodoma Wine". Continuando a investire nella capacità produttiva, l'azienda ha anche iniziato a importare vino sudafricano nel Paese per contribuire allo sviluppo del mercato.
In contemporanea, nel 2002, un ingegnere italiano ha fondato la Central Tanzania Wine Company, che oggi è tra le prime tre aziende produttrici di vino del Paese. Tra il 1998 e il 2013, le esportazioni di vino nel Paese sono salite alle stelle, aumentando di 900 volte. Nel 1998 la Tanzania ha esportato 176 kg di vino, mentre nel 2013 ne ha esportati 151.221 kg.

## Vitigni
"Makutupora" è un vitigno rosso a bacca rossa locale, chiamato così in onore del distretto della regione di Dodoma dove viene coltivato. Il Makutupora è un'uva da vino rosso secco che prospera in terreni aridi, sabbiosi e con bassa umidità. La vendemmia avviene due volte all'anno, a marzo e agosto/settembre.